# Test de virginité

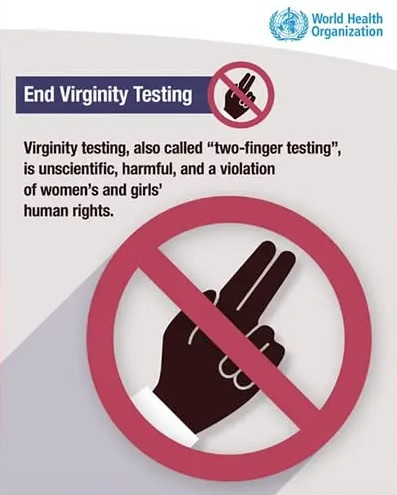
Affiche de l'Organisation mondiale de la santé contre les tests de virginité

Un test de virginité est un test effectué sur une femme afin d'établir si elle est vierge ou non. Pratiqués par un médecin, une sage-femme, ou encore une autorité coutumière ou religieuse, ces tests se basent généralement sur l'observation de l'hymen. Ils n'ont pas de base scientifique (il est impossible de déterminer si une femme a eu des rapports sexuels en observant son corps) et sont discriminatoires envers les femmes. Ils représentent souvent une expérience traumatisante pour les femmes qui y sont soumises.
Les tests de virginité sont encore pratiqués au XXIe siècle dans de nombreux pays. En octobre 2018, les Nations unies et l'organisation mondiale de la santé ont appelé à l'arrêt de ces tests.

## Cause
Les tests de virginités sont prévalents dans les cultures qui accordent une valeur importante à la virginité d'une femme avant le mariage. La virginité est liée directement à l'honneur de la femme et de sa famille, et dans certains cas la famille de la jeune femme ou celle de son futur mari peuvent exiger une preuve de sa virginité. Les tests de virginité sont souvent liés aux mariages arrangés. Ils peuvent également être demandés par la famille qui souhaite savoir si la femme est devenue active sexuellement.

## Déroulement
À l'époque contemporaine, certaines filles ont recours à un médecin, gynécologue ou généraliste, pour obtenir un certificat de virginité avant leur mariage. Après un examen, le praticien délivre un certificat à la femme attestant qu'elle est supposée être vierge. L'examen se fait généralement par observation directe de l'entrée du vagin, complétée par l'insertion des doigts du médecin ou d'un objet servant à détecter l'hymen. Cependant, ce test ne peut garantir la virginité d'une femme car certaines n'ont pas d'hymen. Il est à noter que l'hymen peut se déchirer involontairement, dans d'autres cas de figure que des rapports sexuels. Le test peut donner lieu à la remise d'un certificat de virginité à la famille de la femme (ou pour son futur époux).

## Dans le monde

### Algérie
En Algérie, la loi ne reconnaît pas de circonstance durant laquelle le test de virginité est obligatoire pour les femmes, à l'exception des cas ou les femmes se déclarent victimes de viol, auquel cas le test doit être fait en présence de la mère de la victime. Toutefois, à partir des années 2010, l'on recense de nombreux cas de femmes forcées par la police algérienne d'aller réaliser un test de virginité à l'hôpital le plus proche sous prétexte qu'elles étaient non accompagnées d'un homme ou d'un membre de la famille au moment du contrôle par les forces de l'ordre.

### Afghanistan
En Afghanistan, les tests de virginité sont ordonnés par la justice et peuvent conduire les femmes en prison si elles ont eu un rapport sexuel en dehors du mariage, y compris en cas de viol. À la suite du combat des militantes des droits de femmes, le président Ashraf Ghani a promis en 2016 l'interdiction de la pratique, mais elle reste largement répandue. Ces tests sont souvent pratiqués sur des femmes soupçonnées d'adultère, ayant fui leur famille, ou en cas d'agression sexuelle. Ils sont réalisés de force dans des conditions hygiéniques précaires.

### Afrique australe
Dans plusieurs pays d'Afrique Australe (Afrique du Sud, Zimbabwe, Ouganda, Eswatini), les tests de virginité ont connu une recrudescence à la suite de l'épidémie du Sida. Ils ont été présentés comme un moyen adapté aux cultures locales pour limiter la transmission du VIH. Ainsi, des jeunes filles peuvent recevoir des bourses pour entrer à l'université si elles « réussissent » le test. « [Ces tests] sont souvent justifiés comme un moyen traditionnel pour protéger les jeunes filles, leurs familles et la société face à un ensemble de problèmes engendrés par le sexe et les maladies ». Alors qu'ils étaient auparavant pratiqués de manière individuelle, ces tests sont maintenant conduits de manière collective, lors de grands évènements festifs à la suite desquels les jeunes filles repartent avec un certificat de virginité.

#### Culture zouloue

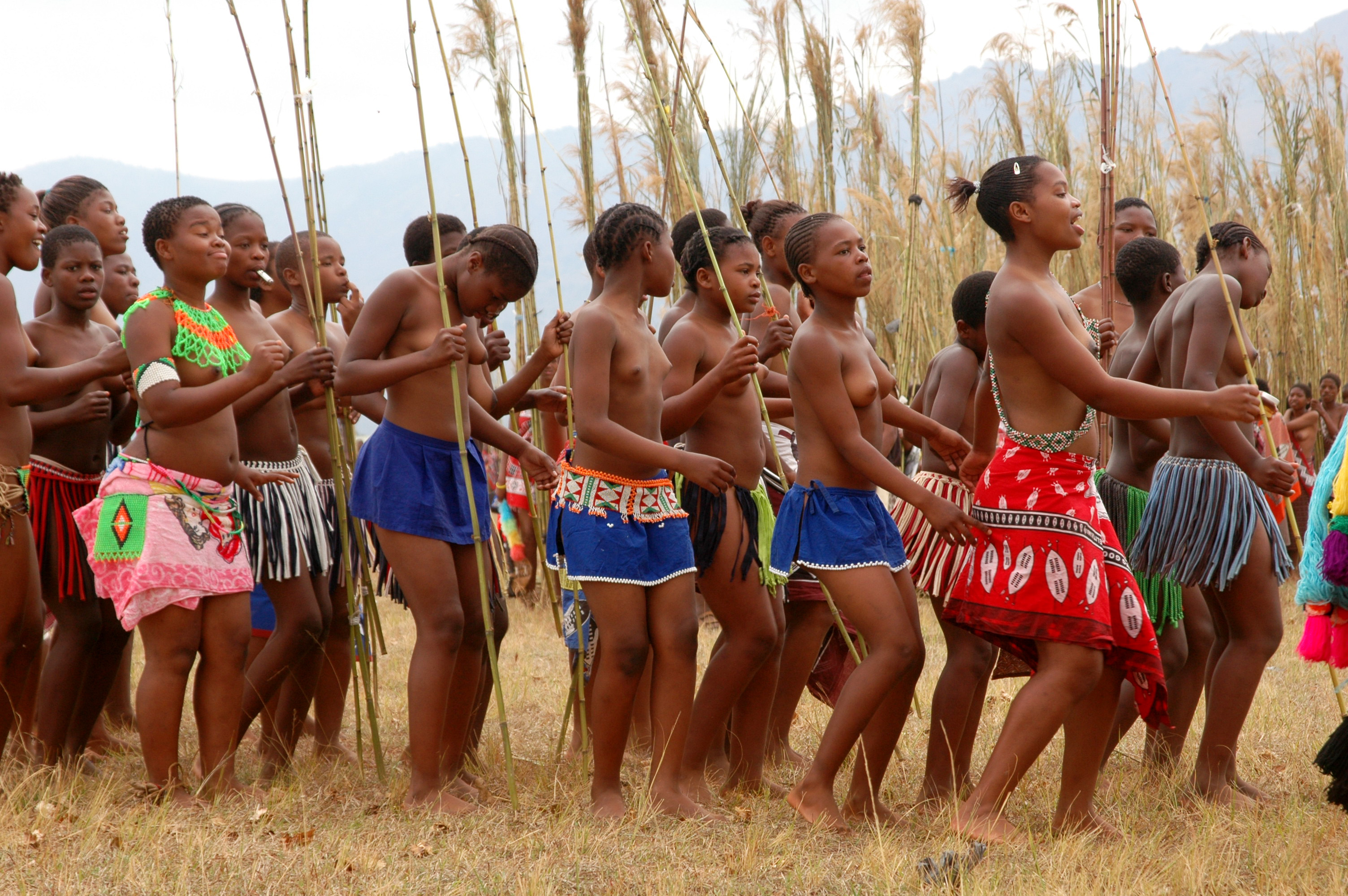
Jeunes filles du Eswatini participant à la cérémonie Umhlanga en 2006. Afin d'être admises, elles doivent passer un test de virginité.

En Afrique du Sud, particulièrement chez les Zoulous, les tests de virginité peuvent rassembler plusieurs milliers de jeunes filles chaque année lors d'un rituel nommé Ukuhlolwa kwezintombi. De manière plus générale, les jeunes femmes vierges se rassemblent tous les ans pour honorer la reine zouloue lors de la cérémonie de l'Umhlanga (danse des roseaux). Elles doivent se soumettre à un test de virginité pour pouvoir y participer.

### Brésil
En 2014, un scandale à l'échelle nationale éclate face à des révélations des conditions d'embauche de professeurs dans l'État de São Paulo. En effet, depuis 2012, les candidats à de tels postes devaient se soumettre à de multiples examens médicaux, impliquant pour les femmes soit de pratiquer des examens gynécologiques pour déceler d'éventuelles maladies et cancers, soit de délivrer un certificat de virginité dispensant automatiquement de tels examens. De mutliples formations politiques et associations féministes protestent, y voyant une atteinte au droit à la vie privée des femmes.
En 2013, un autre scandale relatif aux certificats de virginité touche le Brésil, cette fois-ci concernant l'État de Bahia. Les femmes souhaitant intégrer la police locale devaient elles aussi délivrer de tels certificats en cas de refus des tests gynécologiques. Le gouverneur de l'État, face à la pression de l'opinion publique, a annoncé la même année que ces dispositions étaient désormais supprimées.

### Égypte
À la suite des manifestations place Tahrir lors du printemps arabe de 2011, plusieurs manifestantes égyptiennes arrêtées par l'armée ont été soumises à des tests de virginité effectués par des médecins militaires, devant des soldats. Ces tests, vus comme une violence sexuelle et une humiliation pour les manifestantes, ont été jugés illégaux en décembre 2011. Ils s'ajoutent à de nombreuses formes de violence envers les femmes durant ces manifestations.

### États-Unis
Une enquête du magazine Marie Claire et du Fuller Project a montré en 2019 que les tests de virginité sont répandus aux États-Unis et ne sont soumis à aucune régulation. S'il est difficile d'avoir des chiffres, car les médecins réalisant cet acte cherchent à le cacher, la pratique est attestée.

### France
En France, le nombre de certificats de virginités délivrés avant l'interdiction de leur délivrance en 2021 est difficile à établir, car il ne constituait pas officiellement un acte médical à part entière. D'après un sondage réalisé conjointement  par l'Ifop et l'Institut Montaigne en 2020, cette pratique résulte d'une obsession de la virginité motivée par des convictions religieuses, bien que la communauté musulmane semble plus touchée par ce phénomène, et même si cet attachement revendiqué à la virginité des jeunes filles n'amène pas automatiquement à demander des certificats de virginité. Selon ce sondage, 67% des musulmans pratiquants ou de culture musulmane consultés pensent qu'une femme doit rester vierge jusqu'au mariage, contre seulement 23% des catholiques pratiquants. Les demandes de certificat auraient également concerné en grand nombre les femmes issues de communautés de gens du voyage.
Malgré tout, l'attachement à la virginité des jeunes filles et la pratique de ces tests existaient en France indépendamment de la présence de populations musulmanes. Ainsi, Emmanuelle Piet, médecin et militante féministe, déclare avoir dû offrir des certificats de virginité à de jeunes femmes normandes catholiques au début de sa carrière. Ce phénomène se retrouve également dans plusieurs témoignages littéraires à connotation autobiographiques, comme dans Mémoire de fille d'Annie Ernaux.
Le conseil de l'Ordre des médecins s'oppose à ce qu'un tel certificat soit délivré pour des raisons de pressions familiales. Le collège des gynécologues reprend les mêmes conseils, et rappelle que le médecin qui délivrerait un certificat de virginité dans l'intérêt de la femme le demandant, mais sans avoir pratiqué d'examen ou alors que l'examen a conclu dans le sens contraire, commet un faux susceptible de poursuites. Un examen peut être pratiqué dans le cas d'une femme souhaitant faire constater qu'elle a subi des violences sexuelles, mais dans ce cas il s'agit plutôt de constater un rapport sexuel récent.
Toutefois, la question de la possibilité déontologique voir légale de délivrer de tels certificats a suscité des débats contradictoires au sein de la communauté gynécologique et médicale française. Pour Joëlle Bellaisch-Allard, présidente du Conseil National des Gynécologues et Obstétriciens de France, favorable à la pénalisation de la délivrance de tels certificats, le fait d'exiger d'une femme un certificat de virginité ou de lui en accorder un devrait relever du point de vue légal du domaine de la maltraitance envers les femmes, qui devrait être prise en charge en parallèle dans un système juridique similaire à celui des violences conjugales.
En revanche, plusieurs autres professionnels de santé se sont déclarés défavorables à une telle interdiction. Par exemple, Isabelle Derrendinger, secrétaire générale du Conseil de l’ordre des sages-femmes et directrice de l’école de sages-femmes de Nantes, et Ghada Hatem, gynécologue et fondatrice de La Maison des femmes à Saint-Denis, considèrent que pénaliser les praticiens délivrant le certificat irait à l'envers du problème : ce ne serait selon elles pas les médecins qui seraient fautifs, mais la famille de la jeune femme qui exigerait le certificat. De plus, selon elles, la délivrance de tels certificats permettrait de protéger les jeunes femmes en leur évitant de graves conflits avec leur famille, alors qu'une éventuelle interdiction laisserait ces femmes seules face aux pressions de leur entourage. Elles estiment également qu'il s'agit d'une pratique marginale.
Le débat s'est également étendu au sein des sphères militantes féministes. Fatiha Agag-Boudjahlat, qui a grandi dans une famille maghrébine dans laquelle l'injonction de rester vierge était forte, est favorable à l'interdiction de ces certificats en pensant qu'une telle décision dissuaderait progressivement les familles des jeunes femmes à y avoir recours en France, face à l'impossibilité d'avoir accès directement à une confirmation officielle de virginité. Isabelle Gillette-Faye, également favorable à la disparition de ces certificats et de l'injonction à la virginité pour les jeunes femmes, déplore que ce débat ait lieu dans le contexte global de la loi confortant le respect des principes de la République, détournant les enjeux de statut des femmes et de sexualitévers des discours pouvant conduire à stigmatiser les populations musulmanes. Pour elle, la disparition de ces certificats doit s'accompagner d'un effort accru de sensibilisation et d'éducation autour des questions de virginité et de sexualité, notamment auprès des plus jeunes.
Depuis l'adoption par le parlement de la loi confortant le respect des principes de la République en 2021, le fait de délivrer un certificat de virginité est un délit passible d'un an d'emprisonnement et de 15 000 euros d'amende, amende relevée à 30 000 si la jeune femme soumise au certificat est mineure. Le fait d'inciter et de contraindre une femme à obtenir un tel certificat est puni des mêmes peines.

### Indonésie
En Indonésie, des tests de virginité sont pratiqués sur les femmes voulant entrer dans l'armée ou la police, ou souhaitant se marier avec un militaire. L'armée annonce en 2021 vouloir mettre fin à ces tests de virginité pour les recrues féminines.

### Iran
En Iran, les parents d'une future mariée et le futur époux de celle-ci peuvent exiger d'elle un certificat de virginité, qui serait le signe qu'elle est bien apte à être mariée. Ces tests peuvent être légalement réalisés non seulement par des médecins, mais aussi par des policiers, des gardiens de prison ou des chefs de communauté.
Ces tests sont aussi utilisés comme des moyens de répression politique contre les femmes s'opposant publiquement au régime. Par exemple, en mai 2015, la militante iranienne Atena Farghadani, alors incarcérée pour avoir publié des caricatures critiques envers le gouvernement, a été contrainte de réaliser un test de virginité ainsi qu'un test de grossesse, alors que la police l'accuse d'adultère pour avoir serré la main de son avocat.
En 2011, l'ayatollah  Ali Khamenei proclame une fatwa selon laquelle un mariage ne peut plus être annulé si l'épouse a eu des relations sexuelles prémaritales alors qu'elle se prétendait vierge avant l'union.

### Maroc
Au Maroc, des certificats de virginité sont parfois demandés avant le mariage par les mariés, qui emmènent leur future épouse passer un test de virginité chez le gynécologue.

### Royaume-Uni
Dans les années 1970, au moins 80 femmes originaires d'Inde et du Bangladesh ont été soumises à des tests de virginité par les services de l'immigration britanniques. En effet, une femme venant en Grande-Bretagne pour se marier dans les trois mois n'avait pas besoin de visa. Ces tests ont été imposés afin de vérifier que les femmes n'étaient pas déjà mariées. Ils ont provoqué une forte polémique en Inde à l'époque.

### Turquie
En 1995, le gouvernement du premier ministre conservateur Tansu Çiller, et notamment le ministre de l'éducation Nevzat Ayaz, lancent de nouvelles directives concernant l'enseignement au lycée. Dans cette directive, visant particulièrement les élèves de sexe féminin, il est précisé que « toute étudiante dont la déloyauté est prouvée sera renvoyée de l'établissement scolaire », incluant la non-virginité comme une preuve de « déloyauté ». En cas d'accusation de la sorte portée envers une élève, celle-ci serait contrainte de porter à l'attention du proviseur de son lycée un certificat médical de virginité. Si ces directives sont soutenues par les mouvements islamistes, elles sont alors très vivement critiquées par les partisans de la laïcité en Turquie, qui y voient une régression obligeant un service public à se conformer à la morale religieuse, et par les organisations féministes turques. Face à la polémique, le gouvernement retire des directives scolaires les articles portant sur la virginité des élèves.